# Чачънгсао (провинция)
Чачънгсао е една от 76-те провинции на Тайланд. Столицата ѝ е едноименния град Чачънгсао. Населението на провинцията е 635 153 жители (2000 г. – 37-а по население), а площта 5351 кв. км (41-вата по площ). Намира се в часова зона UTC+7. Разделена е на 11 района, които са разделени на 93 общини и 859 села.